# Alice Sellgren
Hanna Alice Sellgren, född 16 mars 1930 i Nätrabölen, Västernorrlands län, död 1993, var en svensk textilkonstnär.
Sellgren, som var dotter till hemmansägare Nils-Olof Sellgren och Kristina Vestin, utexaminerades från Konstfackskolan 1956 och studerade konstvetenskap vid Stockholms universitet 1980–1981. Hon var anställd hos Örebro Hemslöjd 1956–1958, vid Svensk Hemslöjd 1961–1964 och bedrev egen verksamhet från 1964. Hon höll utställningar i Sverige och utlandet och samarbetade med bland andra Olle Nyman, Erling Johansson, Tom Krestensen och Lars Gynning. Hon utförde översättningar till väv och applikationer efter målningar samt kompositioner med kroki. Hon utförde arbeten för Lillkyrka kyrka i Närke. Hon är representerad på Nationalmuseum, Röhsska museet i Göteborg, Norrköpings konstmuseum och Weddels Collection i New York.